# Lilli Gyldenkilde
Lilli Helletofte Gyldenkilde z domu Pedersen (ur. 13 lutego 1936 w Horsens, zm. 8 sierpnia 2003 tamże) – duńska polityk, deputowana do Folketingetu, posłanka do Parlamentu Europejskiego IV kadencji.

## Życiorys
Pracowała jako robotnica w fabrykach, w wieku 27 lat przeszła na rentę z powodu choroby skóry. Zaangażowała się w działalność polityczną w ramach organizacji młodzieżowej Danmarks Socialdemokratiske Ungdom oraz Socialdemokraterne. W 1971 przeszła do Socjalistycznej Partii Ludowej, wchodziła w skład jej władz regionalnych i krajowych. W 1977 została zastępcą członka, następnie posłanką do duńskiego parlamentu, w którym zasiadała do 1994. W 1994 uzyskała mandat posłanki do Parlamentu Europejskiego, pracowała m.in. w Komisji ds. Socjalnych i Zatrudnienia oraz Komisji ds. Praw Kobiet. Zrezygnowała z zasiadania w PE w styczniu 1996 z powodu ponawiającej się choroby nowotworowej.
Lilli Gyldenkilde była trzykrotnie zamężna, miała troje dzieci.